# São Pedro do Suaçuí (kommun)
São Pedro do Suaçuí är en kommun i Brasilien.   Den ligger i delstaten Minas Gerais, i den sydöstra delen av landet, 600 km sydost om huvudstaden Brasília. Antalet invånare är 5 570.
Följande samhällen finns i São Pedro do Suaçuí:
- São Pedro do Suaçuí

Omgivningarna runt São Pedro do Suaçuí är huvudsakligen savann. Runt São Pedro do Suaçuí är det glesbefolkat, med 18 invånare per kvadratkilometer.